# Другов, Юрий Васильевич
Юрий Васильевич Другов (1897, Тушино — 1973, Москва) — советский санитарный врач, генерал-майор медицинской службы. Член КПСС.

## Биография
Родился в 1897 году в Тушино.
Окончив в 1919 году медицинский факультет 1-го МГУ, служил в Советской армии до 1967 года. Участвовал в Гражданской войне — ординатор госпиталя, старший врач части, участник боёв с белополяками.
В 1925 году прошёл усовершенствование по токсикологии и санитарно-химической защите в Военной медицинской академии, после чего работал в Центральной санитарно-гигиенической лаборатории Военно-санитарного управления.
В 1930—1941 годах был на различных должностях в Научно-исследовательском испытательном санитарном институт Красной армии. 
В 1941—1942 годах — главный токсиколог Северо-Западного фронта; с 1943 года — на руководящих должностях в Главном военно-санитарном управлении.
Умер в Москве в 1973 году.

## Награды
- Сталинская премия 3-й степени (1943, в составе коллектива) — за разработку нового медицинского препарата;
- Орден Ленина;
- Дважды Красного Знамени;
- Орден Отечественной войны I-й степени;
- Орден Красной Звезды;
- Медали.